# インターネットビジネス
インターネットビジネスとは、インターネットに関連するビジネス。大別すると、インターネット上で行われる商取引である「インターネットコマース」（Eコマース、電子商取引）と、先述のインターネットコマースの構築やネット利用端末の製造販売やネットワークそのもの構築などを含めた「インターネット関連ビジネス」のふたつからなる 。